# Sofía Silva
Sofía Silva Inserri (Tumeremo, estado Bolívar, 5 de septiembre de 1929-Bogotá, Colombia, 22 de abril de 2011) fue una modelo venezolana, ganadora de la primera edición del concurso Miss Venezuela en 1952 y la primera venezolana en participar en el certamen Miss Universo.

## Biografía
Su infancia transcurrió en el corazón de la guayana venezolana, entre Upata, Guasipati, El Palmar y Tumeremo.
De 23 años y 1,63 metros de estatura, representó al estado Bolívar en un concurso marcado por protestas de la iglesia católica venezolana por considerarlo vulgar, coronándose como Miss Venezuela 1952. Al año siguiente entregó la corona a Gisela Bolaños Scarton.
Tras el concurso, Sofía Silva Inserri se retiró de la vida pública, aunque se le considera hija ilustre de Tumeremo, su pueblo natal.
A sus 81 años falleció en la ciudad de Bogotá, Colombia, país donde residencio desde 2010.

## Trayectoria

### Miss Venezuela 1952
Se llevó a cabo el 7 de junio de 1952 en el Club Valle Arriba. Fue organizado por el periodista y musicólogo Reinaldo Espinoza Hernández y tuvo por jurado a Abelardo Raidi, Ángel Álamo Ibarra, Oscar Cróquer, Aura Marina Colmenares, José Manrique, Flor Isava de Núñez, Olga Tirado de Quintero Muro, Carlos Eduardo Frías y Amable Espina.
A diferencia de los concursos actuales, en los que la preparación de las candidatas dura aproximadamente un año, para el Miss Venezuela 1952 Sofía Silva Inserri tuvo alrededor de una semana para hacerlo.

### Miss Universo 1952
Tras ser elegida como reina de belleza, viajó a Long Beach, California, Estados Unidos, para el concurso Miss Universo, el cual se realizó en el Long Beach Auditorium el 28 de junio de 1952. Según las reglas de la época, el concurso tuvo 29 representantes internacionales y 39 de Estados Unidos. Venezuela fue eliminada en la primera ronda.

## Cronología
| Predecesor: - | Miss Venezuela 1952 | Sucesor: Gisela Bolaños |